# Сикул Флак
Вижте пояснителната страница за други личности с името Сикул.
Сикул Флак (на латински: Siculus Flaccus) e древноримски граматик, писател на латински и агрименсор (землемер) през 6 век.
Автор е на De condicionibus agrorum, De divisis et assignatis, De quaestoriis agris.
Сикул Флак описва разликата (distinctio) между видовете пътища: „градска улица“ (viae publicae), „провинциален път“ (viae vicinales) и „частен път“ (viae privatae) в Римска Италия.